# Contea di Sargent
La contea di Sargent in inglese Sargent County è una contea dello Stato del Dakota del Nord, negli Stati Uniti. La popolazione al censimento del 2000 era di 4 366 abitanti. Il capoluogo di contea è Forman.